# El Imparcial (1867-1933)
El Imparcial fue un diario español de ideología liberal editado en Madrid entre 1867 y 1933. Fundado por Eduardo Gasset y Artime, fue uno de los primeros diarios de empresa, en contraposición a los diarios de partido.

## Historia
El periódico fue fundado por Eduardo Gasset y Artime el 16 de marzo de 1867, teniendo una tirada inicial de 25.000 ejemplares.

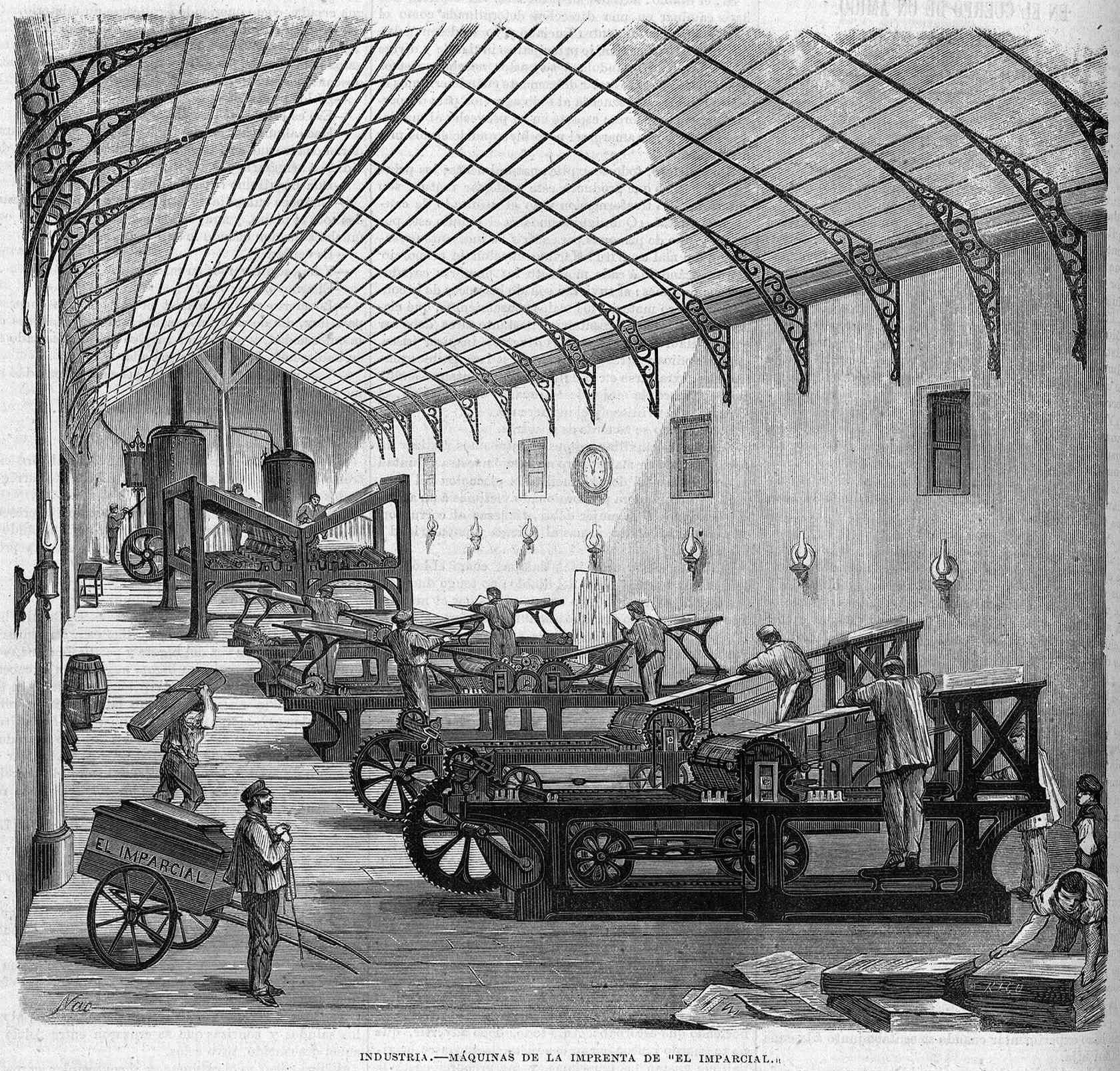
Máquinas de la imprenta de El Imparcial, dibujo de Manuel Nao, publicado en 1870 en La Ilustración de Madrid.

Hacia 1890 se había convertido en uno de los principales diarios españoles y, según afirmaba la propia publicación, «se vendía hasta en las más pequeñas aldeas» y «en los quioscos de los boulevares de París, en Marsella, Burdeos, Niza, Roma, Nápoles, Londres y Buenos Aires». A comienzos del siglo XX tenía una tirada de 130.000 ejemplares.
Constituyó el diario de mayor difusión e influencia durante la regencia de María Cristina, pero comenzó a perder prestigio debido a sus vaivenes políticos, y en especial tras el nombramiento de su director, Rafael Gasset Chinchilla, como ministro de Fomento de Francisco Silvela en 1900. Tras su instalación inicial en la calle Mesonero Romanos, se trasladó su sede al edificio madrileño diseñado por Daniel Zavala Álvarez en la calle Duque de Alba, 4 (plaza de Tirso de Molina).
Tuvo en la sección cultural Los Lunes de El Imparcial la más importante en lengua española durante décadas, con la colaboración habitual de la plana mayor de la generación del 98: Unamuno, Maeztu, Azorín, Baroja.
A finales de 1903 hubo un intento de fusión entre El Imparcial y la revista ilustrada Blanco y Negro, pero la tentativa no fructificó.

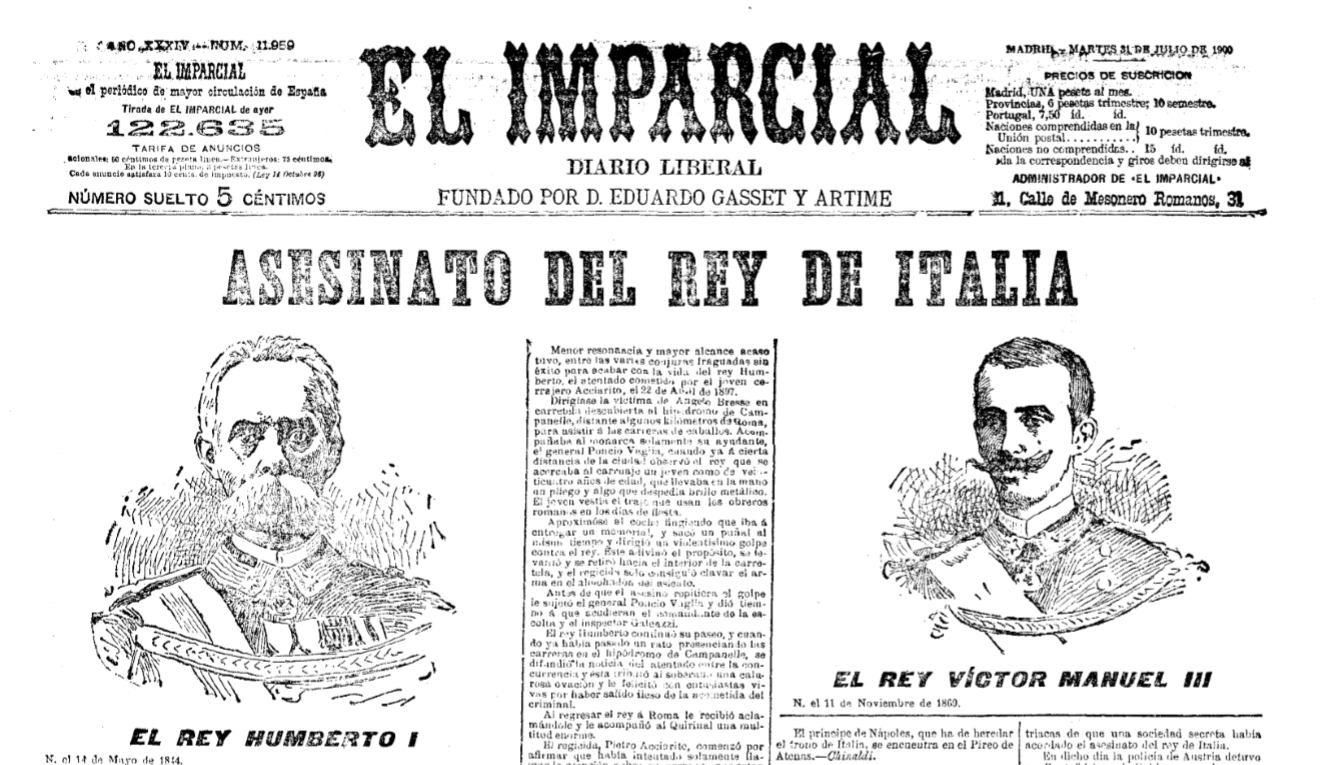
Portada del 31 de julio de 1900, con ocasión del asesinato del rey italiano Humberto I.

En 1906 fue uno de los fundadores, junto con El Liberal y el Heraldo de Madrid, de la Sociedad Editorial de España, también conocida como «el Trust». De los tres diarios que formaban el grupo, El Imparcial sería el que estaba situado más a la derecha y con un público más burgués, temeroso de movimientos obreros y nuevos nacionalismos. «El Trust» llegó a constituir un poderoso grupo editorial. No obstante, en marzo de 1916 El Imparcial se separó del grupo, ya que la operación no había sido económicamente beneficiosa para el diario.

### Decadencia y desaparición
A la altura de 1916, El Imparcial había perdido buena parte de su prestigio anterior y atravesaba dificultades. El diario, bajo control otra vez de la familia Gasset, no logró aumentar sus ventas ni tampoco mejoró su situación económica. En esa época Ricardo Gasset ejercía como director, quien entró en contacto con el empresario editor Nicolás María de Urgoiti con el fin de intentar reflotar la situación financiera interna. Se llegó a suscribir un acuerdo y se instituyeron algunas reformas, pero tras apenas un año las relaciones entre Urgoiti y los Gasset se rompieron. La ruptura sobrevino a raíz de un artículo de José Ortega y Gasset publicado en junio de 1917, bajo el título Bajo el Arco en ruina, que era muy crítico con la monarquía alfonsina. Tras este choque numerosos periodistas abandonaron la redacción, incluido Ortega y Gasset.
En sus últimos años en la dirección de El Imparcial destacó el general Luis Bermúdez de Castro. Tras la proclamación de la Segunda República, desde mediados de 1932 el periódico adoptaría posiciones cercanas al Partido Republicano Radical de Lerroux, si bien desde marzo de 1933 giraría hacia posiciones monárquicas. El Imparcial, que en sus últimos años mantuvo una escasa audiencia, desapareció en mayo de 1933.